# Éleuthère Mascart
 Eleuthère-Élie-Nicolas Mascart (Quarouble, 20 de febrero de 1837 - París, 26 de agosto de 1908) fue un físico francés.
Investigó y estudió sobre los espectros atómicos y moleculares y la radiación solar, entre otras materias. En la década de 1860 replicaría infructuosamente experimentos previos de Hippolyte Fizeau y Anders Jonas Ångström, que buscaban determinar la velocidad de la Tierra en el éter.